# WF-11
WF-11（化学名：2β-丙酰基-3β-(4-甲苯基)-莨菪烷，2β-Propanoyl-3β-(4-tolyl)-tropane，缩写2-PTT）是一种含氮有机化合物，分子式C18H25NO，属于可卡因的结构类似物，与多巴胺转运蛋白的结合力比可卡因强20倍。